# Riverside (Alabama)
Riverside is een plaats (town) in de Amerikaanse staat Alabama, en valt bestuurlijk gezien onder St. Clair County.

## Demografie
Bij de volkstelling in 2000 werd het aantal inwoners vastgesteld op 1564.
In 2006 is het aantal inwoners door het United States Census Bureau geschat op 1839, een stijging van 275 (17.6%).

## Geografie
Volgens het United States Census Bureau beslaat de plaats een oppervlakte van
27,4 km², waarvan 23,2 km² land en 4,2 km² water. Riverside ligt op ongeveer 159 m boven zeeniveau.

## Plaatsen in de nabije omgeving
De onderstaande figuur toont de plaatsen in een straal van 24 km rond Riverside.